# Quartier des Archives
Quartier des Archives är Paris 11:e administrativa distrikt, beläget i tredje arrondissementet. Distriktet är uppkallat efter Archives nationales, inhyst i Hôtel de Soubise och Hôtel de Rohan.
Tredje arrondissementet består även av distrikten Arts-et-Métiers, Enfants-Rouges och Sainte-Avoye.

## Byggnadsverk och gator
- Musée Picasso
- Rue des Quatre-Fils
- Rue Vieille-du-Temple
- Impasse des Arbalétriers

## Bilder
| - De fyra administrativa distrikten i Paris tredje arrondissement. - Musée Picasso. - Impasse des Arbalétriers. |

## Kommunikationer
- Tunnelbana – linje  – Chemin Vert